# 1992
- Wikisource

| Calendário gregoriano                                                        | 1992 MCMXCII                        |
| Ab urbe condita                                                              | 2745                                |
| Calendário arménio                                                           | 1442 – 1443                         |
| Calendário bahá'í                                                            | 148 – 149                           |
| Calendário budista                                                           | 2536                                |
| Calendário chinês                                                            | 4688 – 4689 Início a 4 de fevereiro |
| Calendário copta                                                             | 1708 – 1709                         |
| Calendário etíope                                                            | 1984 – 1985                         |
| Calendários hindus - Vikram Samvat - Calendário nacional indiano - Cáli Iuga | 2047 – 2048 1913 – 1914 5092 – 5093 |
| Calendário Holoceno                                                          | 11992                               |
| Calendário islâmico                                                          | 1413 – 1414                         |
| Calendário judaico                                                           | 5752 – 5753 Início a 28 de setembro |
| Calendário persa                                                             | 1370 – 1371 Início a 21 de março    |
| Calendário rúnico                                                            | 2242                                |
| Calendário solar tailandês                                                   | 2535                                |

1992 (MCMXCII, na numeração romana) foi um ano bissexto do século XX que começou numa quarta-feira, segundo o calendário gregoriano. As suas letras dominicais foram ED. A terça-feira de Carnaval ocorreu a 3 de março e o domingo de Páscoa a 19 de abril. Segundo o horóscopo chinês, foi o ano do Macaco, começando a 4 de fevereiro.

| Evento                                                   | Data            | Hora  |
| -------------------------------------------------------- | --------------- | ----- |
| Aquário                                                  | 20 de janeiro   | 19:33 |
| Peixes                                                   | 19 de fevereiro | 09:44 |
| primavera no hemisfério norte e outono no hemisfério sul |                 |       |
| Carneiro/equinócio                                       | 20 de março     | 08:49 |
| Touro                                                    | 19 de abril     | 19:57 |
| Gémeos                                                   | 20 de maio      | 19:13 |
| verão no hemisfério norte e inverno no hemisfério Sul    |                 |       |
| Caranguejo/solstício                                     | 21 de junho     | 03:15 |
| Leão                                                     | 22 de julho     | 14:09 |
| Virgem                                                   | 22 de agosto    | 21:11 |
| Outono no Hemisfério Norte e Primavera no Hemisfério Sul |                 |       |
| Balança/equinócio                                        | 22 de setembro  | 18:43 |
| Escorpião                                                | 23 de outubro   | 03:58 |
| Sagitário                                                | 22 de novembro  | 01:26 |
| inverno no hemisfério norte e verão no hemisfério sul    |                 |       |
| Capricórnio/solstício                                    | 21 de dezembro  | 14:44 |

| UTC: Portugal Continental, Madeira, Guiné-Bissau e São Tomé e Príncipe Subtrair (-): 1 h nos Açores e Cabo Verde 2 h nas Ilhas oceânicas brasileiras 3 h em Brasília, em Goiás, na Amazônia Oriental Brasileira e no nordeste, sudeste e sul brasileiros 4 h na Amazônia Ocidental Brasileira, Mato Grosso e Mato Grosso do Sul 5 h no Acre e sudoeste do Amazonas Adicionar (+): 1 h em Angola e Guiné Equatorial 2 h em Moçambique 8 h em Macau 9 h em Timor-Leste. |
| Adicionar uma hora durante a vigência do horário de verão: Portugal Continental : De 29 de março a 31 de dezembro de 1992 |

| Ano completo                           |
| -------------------------------------- |
| Ano bissexto com início à quarta-feira |

## Eventos
- Ano Internacional do Espaço, pela ONU.
- Ano do surgimento do Paradigma Científico Médico, Baseado em Evidências (Evidence-based Medicine).
- Nos Estados Unidos, foi considerado o Ano da Mulher.[1][2]

### Janeiro
- 1 de janeiro - Na Argentina, o austral é substituído pelo peso como moeda nacional.
- 6 de janeiro - Na Geórgia, o presidente Zviad Gamsajurdia é derrubado por uma junta militar.
- 16 de janeiro - No Castelo de Chapultepec do México são assinados os Acordos de Paz entre o Governo de El Salvador e a guerrilha da FMLN que encerram 12 anos de guerra civil nesse país.

### Fevereiro
- 4 de fevereiro - Falha o golpe de estado comandado pelo tenente-coronel Hugo Chávez na Venezuela.
- 7 de fevereiro - É estabelecida a União Europeia mediante a assinatura do Tratado de Maastricht.
- 16 de fevereiro - Morreu o ex-presidente do Brasil Jânio Quadros.[3]
- 19 de fevereiro - Ratificado o tratado de não agressão e desnuclearização entre as duas Coreias, oficialmente em guerra desde 1950.

### Março
- 1 de março - Na Bósnia e Herzegovina, cerca de 64 por cento da população aprova a independência do país em referendo.
- 2 de março - Morreu a automobilista italiana Lella Lombardi, uma das poucas mulheres que correu na Fórmula 1, vítima de câncer.[4]
- 13 de março - Morreu a religiosa católica Irmã Dulce.[5]
- 14 de março - Por problemas financeiros, circula a última edição do diário Pravda, que foi o órgão oficial do Partido Comunista da União Soviética por quase 80 anos.
- 17 de março - Na Argentina, um atentado terrorista destrói a embaixada de Israel em Buenos Aires.

### Abril
- 2 de abril - Pierre Bérégovoy é nomeado Primeiro-Ministro da França, em substituição a Edith Cresson.
- 5 de abril
  - O presidente peruano Alberto Fujimori dissolve o Congresso da República e edita outras medidas no chamado "autogolpe", desencadeia-se uma crise constitucional.
  - A Bósnia e Herzegovina declara a sua independência da Iugoslávia.
- 7 de abril - O Parlamento Europeu ratifica por ampla maioria o Tratado de Maastricht para constituir a União Europeia.
- 16 de abril - O último exemplar do Chevrolet Opala saiu das linhas de montagem da General Motors do Brasil em São Caetano do Sul, na Grande São Paulo.[6]
- 29 de abril - Lagoa Alegre (Piauí, Brasil) passa a ser cidade, desmembrando-se do município de União.

### Maio
- 2 de maio - Boris Yeltsin assume o cargo de chefe do Exército da Federação Russa por iniciativa própria.

- 5 de maio - O Parlamento de Crimeia proclama a independência.

- 13 de maio - Denúncia de Pedro Collor de Mello sobre o Esquema PC Farias, envolvendo o empresário PC Farias e o presidente na época, Fernando Collor.

- 22 de maio - Ingressam na ONU a Eslovênia, a Croácia e a Bósnia e Herzegovina.
- 30 de maio - A ONU decreta um embargo total contra Iugoslávia.

### Junho
- 3 a 14 de junho - No Rio de Janeiro tem lugar a ECO-92, Cúpula (ou Cimeira) da Terra, como ficou conhecida a Conferência das Nações Unidas sobre o Meio Ambiente e o Desenvolvimento (CNUMAD).
- 8 de junho - é instituído o Dia Mundial dos Oceanos.
- 17 de junho - O São Paulo venceu o Newell's Old Boys na final da Copa Libertadores da América, por 1 x 0 no tempo normal e 3 x 2 nos pênaltis, e foi o campeão.[7]
- 24 de junho - a Guarda Nacional da Geórgia abafa uma rebelião dos partidários do ex-presidente Zviad Gamsajurdia contra o presidente Eduard Shevardnadze.
- 26 de junho - A Dinamarca vence a Alemanha por 2 x 0 na final do Campeonato Europeu de Futebol, sediado na Suécia, e é campeã europeia.[8]

### Julho
- 10 de julho - Em Miami, o general panamenho Manuel Antonio Noriega é condenado por narcotráfico a 40 anos de prisão.
- 18 de julho - Morreu o futebolista Alexandre, vítima de um acidente de carro.[9]
- 19 de julho - No Vietnã são realizadas eleições legislativas pela primeira vez na história do país.
  - Na final do Campeonato Brasileiro de Futebol, o Flamengo vence o Botafogo e é campeão, em um jogo marcado pela queda da arquibancada do Maracanã, que resultou em três torcedores mortos e 82 feridos.[10]
- 22 de julho - Moçambique - O governo do FRELIMO e a insurgente RENAMO anunciaram a assinatura de um acordo de paz para encerrar mais de 10 anos de guerra civil.
- 23 de julho - Os dirigentes eslovaco e tcheco, Vladimír Mečiar e Václav Klaus, concordam em enviar projeto de lei sobre a separação de suas repúblicas para acabar com a Tchecoslováquia.
- 25 de julho - Abertura dos Jogos Olímpicos de Verão de 1992, sediados em Barcelona.
- 29 de julho - O ex-presidente da extinta Alemanha Oriental, Erich Honecker, é preso e julgado por ser um dos responsáveis do Schießbefehl.
- 30 de julho - O escritor angloindiano Salman Rushdie, ameaçado pelo extremismo islâmico, aparece em público na Espanha.

### Agosto
- 14 de agosto - Em Mbale (Uganda), caem os fragmentos (cerca de 190 kg) de um meteorito de uma tonelada numa área de 3 × 7 km. Houve o segundo caso de pessoa atingida por fragmento de meteoros (o primeiro foi o meteorito Hodges, em 1954).
- 16 de agosto - Nigel Mansell sagrou-se campeão mundial de Fórmula 1 de 1992 com cinco corridas de antecedência.[11]
- 18 de agosto - Sâmia Abreu, atriz brasileira.
- 31 de agosto - Na República do Congo, Pascal Lissouba assume como presidente.

### Setembro
- 29 de setembro - No Brasil, a Câmara dos Deputados aprova o pedido de Impeachment e Fernando Collor de Mello é afastado do governo. O seu vice, Itamar Franco, assume o cargo de Presidente.

### Outubro
- 2 de outubro - Acontece o massacre na penitenciária do Carandiru, em São Paulo, causando a morte de 111 detentos.
- 6 de outubro - É inaugurado o primeiro canal de televisão generalista privado, em sinal aberto, em Portugal a SIC.
- 10 de outubro - A guatemalteca defensora dos direitos humanos Rigoberta Menchú recebe o Prêmio Nobel da Paz.
- 12 de outubro - Completa-se o 500.º aniversário da chegada de Cristóvão Colombo à América.
- 25 de outubro - É aprovada a Constituição da Lituânia.
- 31 de outubro
  - O Papa João Paulo II reconhece que foi injusta a condenação de Galileo Galilei (1564-1642) pela Igreja Católica.
  - Concluída a Exposição Universal comemorativa do V Centenário do Descobrimento da América em Sevilha.

### Novembro
- 3 de novembro - Eleições presidenciais nos Estados Unidos: O democrata Bill Clinton derrota o presidente republicano George H. W. Bush.
- 5 de novembro - Em Estrasburgo ratifica-se a Carta europeia das línguas regionais ou minoritárias, onde se assume o compromisso de reconhecê-las, respeitá-las e promovê-las.
- 24 de novembro - No Japão, foi lançado o jogo eletrônico Sonic the Hedgehog 2 para o Mega drive, desenvolvido pela Sega.
- 27 de novembro - Perpetrado um segundo golpe de estado na Venezuela.

### Dezembro
- 3 de dezembro
  - O navio petroleiro Mar Egeo naufraga em frente à costa de La Coruña (Espanha), provocando um desastre ecológico de grandes proporções.
  - Foi enviado o primeiro Serviço de mensagens curtas (SMS) pela Rede Vodafone no Reino Unido. A mensagem desejava um feliz natal a um amigo do autor.
  - A Resolução 794 do Conselho de Segurança da ONU é aprovada por unanimidade, aprovando uma coalizão de forças de paz das Nações Unidas liderada pelos Estados Unidos para formar a UNITAF, encarregada de garantir que a ajuda humanitária seja distribuída na Somália e estabelecer um cessar-fogo na guerra civil.
- 13 de dezembro
  - O São Paulo conquistou a Copa Europeia/Sul-Americana após vencer o Barcelona de virada por 2 x 1.
  - O Internacional é campeão da Copa do Brasil após vencer o Fluminense por 1 x 0 no Beira-Rio.[12]
- 17 de dezembro - O Presidente do México, Carlos Salinas de Gortari, assina o Tratado de Livre Comércio entre México, Estados Unidos e Canadá - (Nafta).
- 21 de dezembro - Na Polônia, as Repúblicas Tcheca, Eslovaca e Húngara criam uma zona de livre comércio.
- 25 de dezembro - Slobodan Milošević é reeleito presidente da Sérvia.
- 26 de dezembro - Os nigerianos aprovam em referendum a nova Constituição multipartidária.
- 28 de dezembro - A atriz Daniella Perez é encontrada morta em um bairro da Barra da Tijuca. Ela atuava como Yasmin na novela De Corpo e Alma e foi morta a tesouradas pelo ator Guilherme de Pádua, que era seu par romântico na trama. Pádua teve o auxílio da esposa Paula Thomaz para cometer o crime.
- 29 de dezembro
  - No Brasil, Fernando Collor de Mello renuncia à Presidência da República, e seu vice Itamar Franco assume definitivamente a presidência. O Senado prossegue com o Impeachment e cassa os direitos políticos de Collor por oito anos.
  - Guilherme de Pádua assume ter assassinado a atriz Daniella Perez.
  - Realizam-se no Quênia as primeiras eleições multipartidárias em 26 anos.
- 31 de dezembro - O infantil Xou da Xuxa, da TV Globo, foi ao ar pela última vez.[13]

## Nascimentos
- 5 de janeiro - Phakphum Romsaithong, ator, cantor e modelo tailandês.
- 11 de  fevereiro - Taylor Lautner, ator norte-americano.
- 11 de março - Carlos de Pena, futebolista uruguaio.
- 27 de abril - Miguel Rômulo, ator brasileiro.
- 16 de maio - Kirstie Maldonado, cantora estadunidense.
- 31 de maio - Devin Way, ator e modelo americano.
- 26 de junho - Jennette McCurdy, ex-atriz americana.
- 22 de julho - Selena Gomez, cantora e atriz norte-americana.
- 6 de agosto - Jelani Alladin, ator, cantor e dançarino americano.
- 10 de setembro - Pruk Panich, ator tailandês.
- 8 de outubro - Pakorn Thanasrivanitchai, ator, arquiteto, modelo e apresentador de televisão tailandês.
- 9 de outubro - Tyler James Williams, ator e rapper estadunidense.
- 6 de novembro - Robert Aramayo, ator inglês.
- 18 de dezembro - Bridgit Mendler, atriz, cantora e compositora norte-americana.

## Mortes
- 16 de fevereiro - Jânio Quadros, político e 22° Presidente do Brasil em 1961 (n.1917).
- 2 de março - Lella Lombardi, automobilista italiana. (n.1941)
- 9 de março - Menachem Begin, político, Primeiro-ministro de Israel de 1977 a 1983 e Nobel da Paz 1978 (n. 1913).[14]
- 13 de março - Irmã Dulce, religiosa católica brasileira.
- 6 de abril - Isaac Asimov, escritor de ficção científica dos Estados Unidos (n. 1920).
- 30 de maio - Karl Carstens, foi um político alemão e presidente da Alemanha de 1979 a 1984 (n. 1914).[15]
- 13 de junho - Pumpuang Duangjan, cantora tailandesa (n. 1961).
- 21 de junho - Li Xiannian, Presidente da República Popular da China de 1983 a 1988 (n. 1909).
- 15 de julho - Hammer DeRoburt, primeiro presidente de Nauru (n. 1922).
- 23 de julho - Suleiman Frangieh, presidente do Líbano de 1970 a 1976 (n. 1910).
- 19 de setembro - Frederick Combs, ator, dramaturgo e diretor americano (n. 1935).
- 27 de setembro - Keith Prentice, ator estadunidense (n. 1940).
- 30 de setembro - Robert Joel, ator norte-americano (n. 1944).
- 8 de outubro - Willy Brandt, chanceler da Alemanha Ocidental e Nobel da Paz 1971 (n. 1913)[14]
- 19 de novembro - Diane Varsi, atriz norte-americana (n. 1938).
- 28 de dezembro - Daniella Perez, foi atriz morta a punhaladas pelo ator Guilherme de Pádua e sua esposa Paula Thomaz.

## Por tema
- 1992 na arte
- 1992 no Brasil
- 1992 na ciência
- 1992 no cinema
- Desastres em 1992
- 1992 no desporto
- 1992 nos jogos eletrônicos
- 1992 no jornalismo
- 1992 na literatura
- 1992 na música
- 1992 na política
- 1992 na rádio
- 1992 no teatro
- 1992 na televisão

- 1992 na arte
- 1992 no Brasil
- 1992 na ciência
- 1992 no cinema
- Desastres em 1992
- 1992 no desporto
- 1992 nos jogos eletrônicos
- 1992 no jornalismo
- 1992 na literatura
- 1992 na música
- 1992 na política
- 1992 na rádio
- 1992 no teatro
- 1992 na televisão

## Prêmio Nobel
- Física - Georges Charpak[16]
- Química - Rudolph A. Marcus[17]
- Medicina - Edmond H. Fischer,[18] Edwin G. Krebs[18]
- Literatura - Derek Walcott[19]
- Paz - Rigoberta Menchú Tum[14]
- Economia - Gary S. Becker[20]

## Epacta e idade da Lua
| Epacta gregoriana | 27 (XXVII) |
| Idade da Lua      | Letra H    |